# 91888 Tomskilling
91888 Tomskilling este un asteroid din centura principală de asteroizi.

## Descriere
91888 Tomskilling este un asteroid din centura principală de asteroizi. A fost descoperit pe 31 octombrie 1999 în cadrul proiectului CSS. Asteroidul prezintă o orbită caracterizată de o semiaxă mare de 3,11 ua, o excentricitate de 0,10 și o înclinație de 11,7° în raport cu ecliptica.